# Typ-89-Torpedo
Der Typ-89-Torpedo (japanisch 89式魚雷, auch G-RX2) ist ein Schwergewichtstorpedo der japanischen Maritimen Selbstverteidigungsstreitkräfte.

## Allgemeines
Der Typ 89 wurde, mit der Projektbezeichnung G-RX2, als Ersatz für den Typ 72 zwischen 1970 und 1984 durch das Technical Research and Development Institute (japanisch 技術研究本部 Gijutsu Kenkyū Honbu) des japanischen Verteidigungsministeriums aus dem Typ 80 entwickelt und durch Mitsubishi Heavy Industries hergestellt. Die in seinen Fähigkeiten dem US-amerikanischen Mark-48-Torpedo ähnliche Waffe wurde 1989 in Dienst gestellt, daher die Bezeichnung Typ 89 und auf U-Booten der japanischen  Maritimen Selbstverteidigungsstreitkräfte eingesetzt (siehe Plattformen).
Der Torpedo ist 6,25 Meter lang, 1.760 Kilogramm schwer und hat einen Durchmesser von 533 Millimeter. Er verfügt über eine aktive als auch eine passive Zielsuche und ist drahtgelenkt.
Nachfolgesystem für den Typ 89 ist der 2018 eingeführte Typ 18 (Projektbezeichnung: G-RX6), welcher auf den U-Booten der Taigei-Klasse eingesetzt wird.

## Varianten
- Typ 89: ursprüngliche Version, Indienststellung 1989 mit 500 m Tauchtiefe
- Typ 89B:  weiterentwickelte Version, Indienststellung 1993 mit 900 m Tauchtiefe

## Plattformen
- Yūshio-Klasse
- Harushio-Klasse
- Oyashio-Klasse
- Sōryū-Klasse